# Nations Cup (Springreiten)

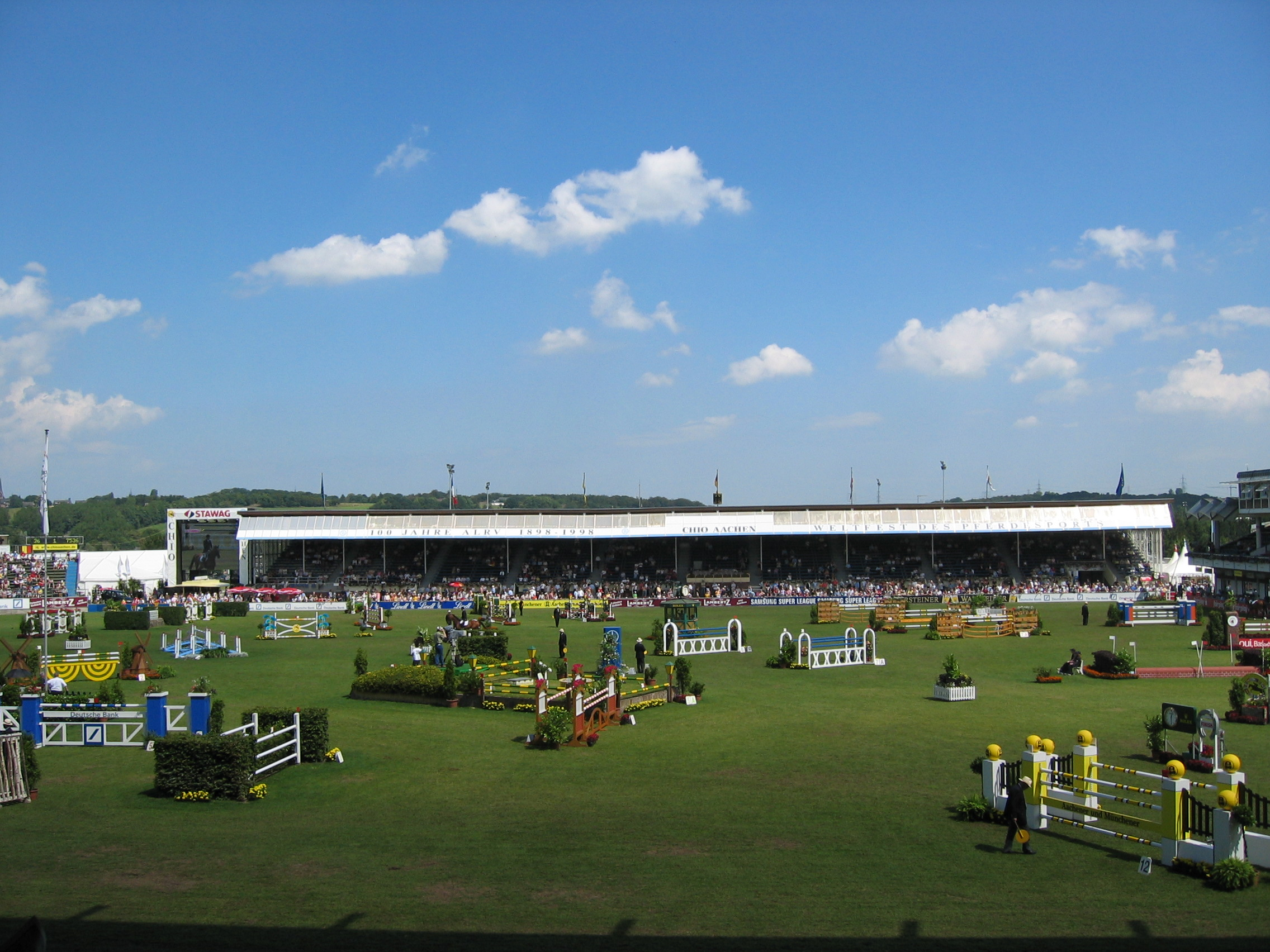
Das Hauptstadion beim CHIO Aachen – Veranstaltungsort von Nationenpreisen seit den 1920er Jahren und bis 2013 Teil des Nations Cups

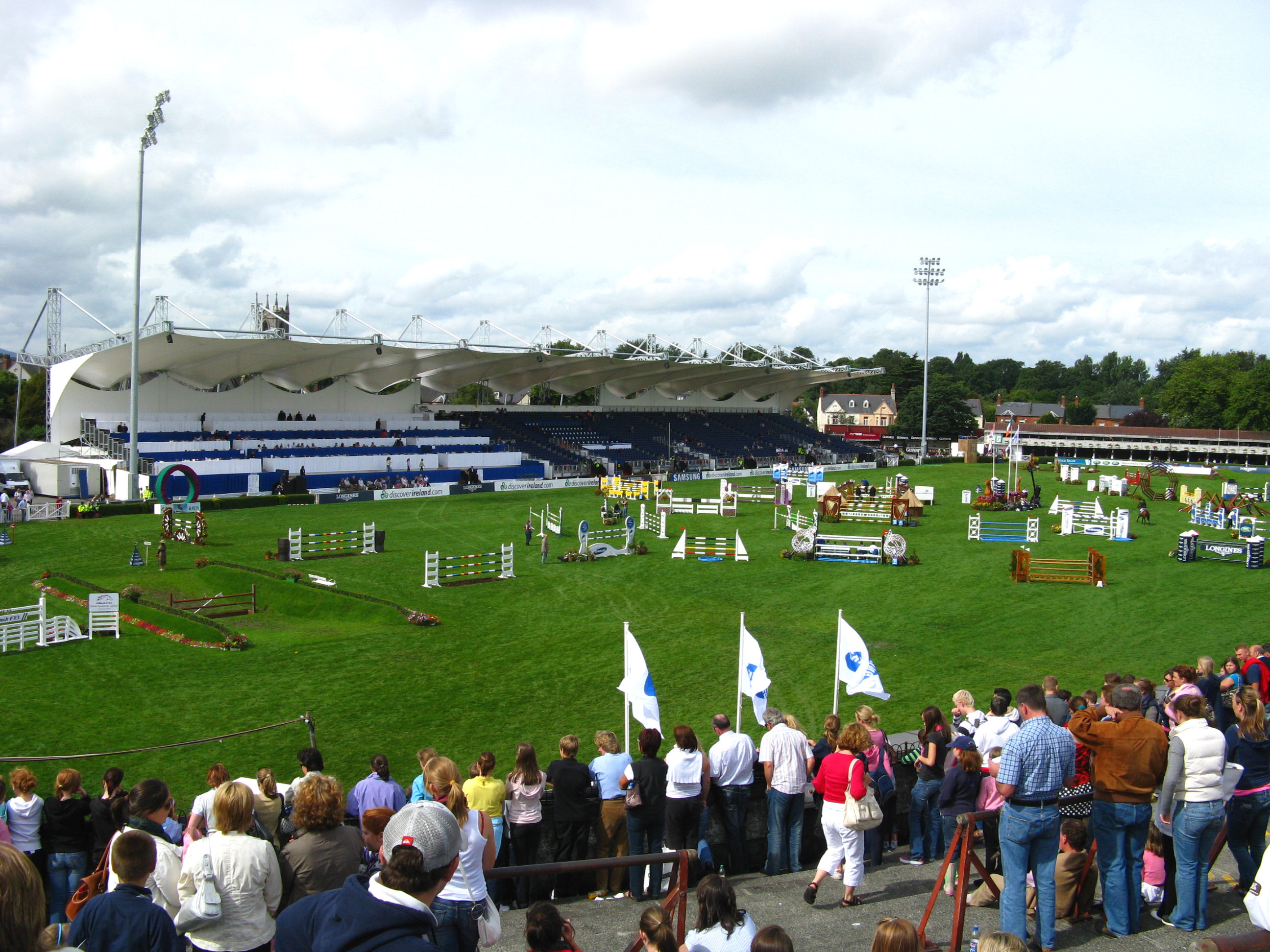
Das Hauptstadion der Dublin Horse Show – ältestes noch stattfindendes Springreitturnier der Welt (seit 1864) und ebenfalls Veranstaltungsort von Nationenpreisen seit den 1920er Jahren

Der Nations Cup (früher auch Preis der Nationen) ist eine Turnierserie im Springreiten, deren Ursprünge im Jahr 1909 liegen. Die Turnierserie besteht aus mehreren Nationenpreisen, die im Rahmen von CSIO-Turnieren ausgetragen werden.

## Die Geschichte

### Die ersten Nationenpreise: 1909 bis 1928
Im Jahr 1909 wurden unabhängig voneinander die ersten beiden Nationenpreise im Springreiten, noch über ein Jahrzehnt vor Gründung der Internationalen Reiterlichen Vereinigung (FEI) durchgeführt. Diese fanden folglich nach den Regeln der jeweiligen nationalen Verbände bzw. nach den Regeln des Veranstalters statt.
Der erste Nationenpreis in der Geschichte der Springreiterei fand im Juni 1909 im Rahmen der noch heute stattfindenden London International Horse Show in der Londoner Olympiahalle statt. An ihm nahmen sechs Reitermannschaften mit jeweils drei Teilnehmern teil, hierbei gewann die französische Mannschaft vor Italien und Großbritannien.
Der zweite Nationenpreis fand im spanischen San Sebastian am 17. September 1909 statt. Hierbei nahmen sieben Mannschaften mit jeweils fünf Reitern teil. Lediglich vier Reiter, die bereits am ersten Nationenpreis in London angetreten waren, nahmen auch in San Sebastian teil. Hier gewann das italienische Team vor Spanien und Argentinien. San Sebastian war danach nie wieder Austragungsort eines Nationenpreises im Springreiten.
Im Jahr 1910 wurden Nationenpreise in der Londoner Olympiahalle und in Brüssel ausgetragen. Ab dem Jahr 1911 gab es erstmals ein einheitliches Regelwerk für die Nationenpreise. In diesem Jahr fanden diese in Rom, Turin, Brüssel, London und im New Yorker Madison Square Garden statt. Der Erfolg der verschiedenen Nationenmannschaften führte zu Wahrnehmung und Anerkennung der zu diesem Zeitpunkt noch relativ jungen Sportart in diversen Ländern, was zur Folge hatte, dass Springreiten erstmals 1912 olympische Disziplin wurde. In den folgenden Jahren wurden mehr und mehr Nationenpreise in Springreiten organisiert.

### Die frühen Jahre der FEI: 1929 bis 1939
Die FEI, die im Jahr 1921 gegründet wurde, lenkte ab dem Jahr 1929 neben den Olympischen Spielen (Reitsportdisziplinen) auch die großen internationalen Turniere, wozu auch die Nationenpreise im Springreiten gehörten. Im Jahr 1930 stellte die FEI erstmals einen internationalen Turnierkalender auf. Im Rahmen dieses Kalenders wurde auch der erste Kalender der Nationenpreisturniere aufgestellt, der aus vierzehn Nationenpreisturnieren bestand: Berlin, Aachen, Nizza, Rom, Brüssel, Lissabon, Warschau, London, Luzern, Genf, Dublin, Boston, New York und Toronto. Würde man das heutige Reglement des Nations Cups für die Punktvergabe anlegen, hätte in diesem Jahr Italien (mit 34 Punkten) vor Deutschland (27 Punkte) und der Schweiz (24 Punkte) gewonnen.
In den dreißiger Jahren gewannen Länder, die bisher bei den Nationenpreisen im Springreiten kaum eine Rolle gespielt hatten, zunehmend mehr Bedeutung. Während die Nationenmannschaften von Frankreich, Italien und der Schweiz die ersten Jahre des 20. Jahrhunderts eine dominierende Rolle spielten, übernahmen Deutschland und Irland in den dreißiger Jahren zunehmend eine führende Rolle. Von 1931 bis 1938/1939 gewann die deutsche Mannschaft 29 Nationenpreise, Irland gewann 22 Nationenpreise im selben Zeitraum.

### Nach dem Zweiten Weltkrieg: 1945 bis 1964
Nach dem Zweiten Weltkrieg fanden langsam wieder die ersten internationalen Reitturniere statt. Im Jahr 1946 konnten erstmals wieder Nationenpreise ausgetragen werden – in Dublin, New York und Toronto. Im Jahr 1947 konnten wieder 10 Nationenpreise ausgetragen werden. In den Folgejahren nahm die Anzahl an Nationenpreisen weiter zu. Ab 1952 konnte auch (West-)Deutschland, welches wieder in die FEI aufgenommen wurde, an Bedeutung bei den Nationenpreisen gewinnen. Während zuvor auch mehrere Nationenpreise in einem Land erlaubt waren, wurde die Anzahl 1955 auf einen Nationenpreis pro Staat begrenzt (Ausnahme: Vereinigte Staaten und Kanada).

### Der President’s Cup 1965 bis 1984

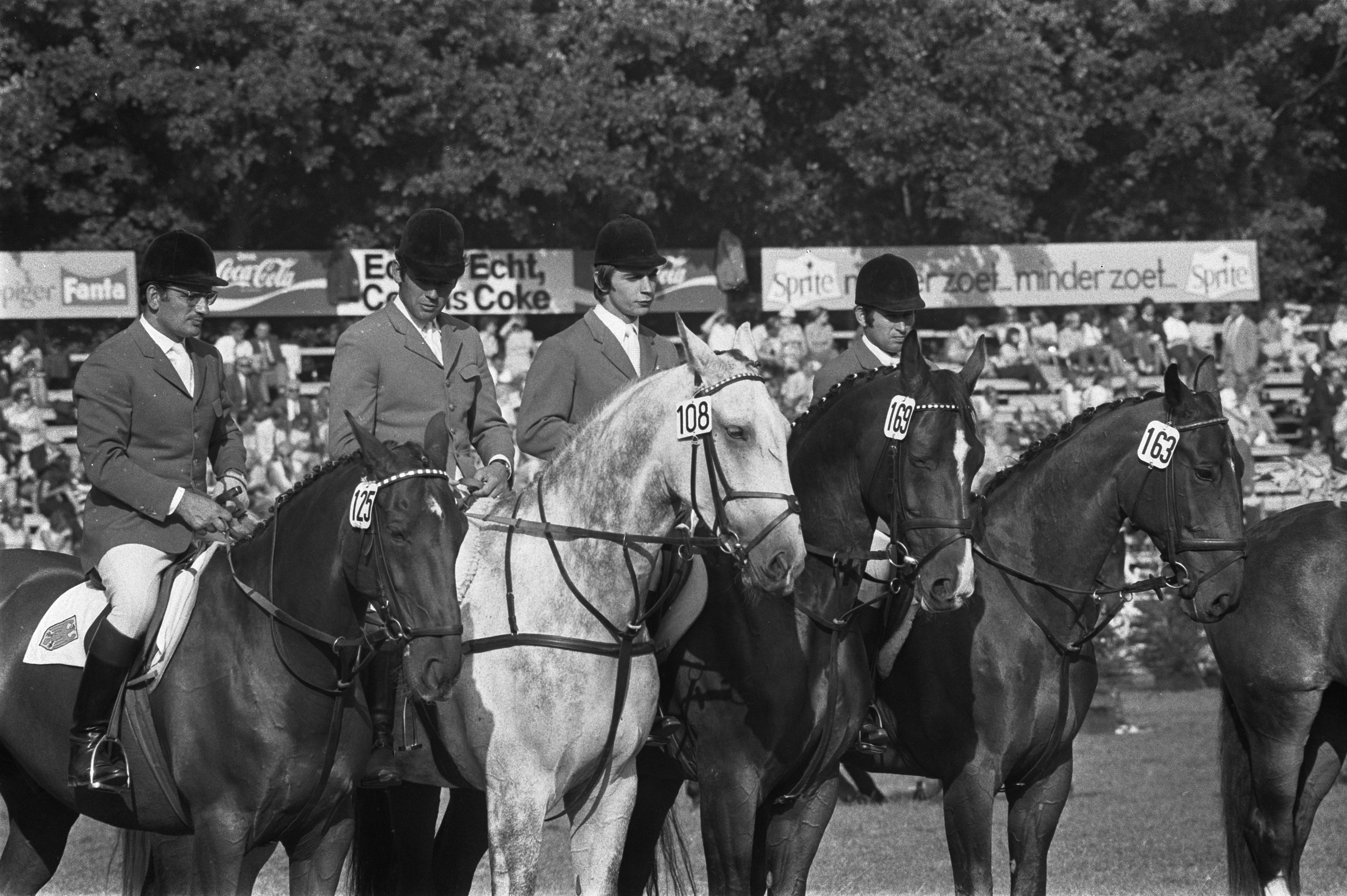
Die siegreiche bundesdeutsche Mannschaft des Nationenpreises von Rotterdam 1971

Der auf einer FEI-Generalversammlung als Präsident der FEI gewählte Philip Mountbatten, Duke of Edinburgh regte die Schaffung einer Meisterschaft anhand der Ergebnisse der Nationenpreise an. Als Preis für das Siegerteam bot er einen Pokal – die „Queen’s trophy“ – der seine Gattin, Queen Elisabeth II. reitend darstellt, aus. Dieser erste Nations-Cup in der Geschichte des Springreitens wurde im Jahr 1965 von der britischen Mannschaft gewonnen. Von den 16 in diesem Jahr ausgetragenen Nationenpreisen gewann Großbritannien sechs (Madrid, Olsztyn, Dublin, Kopenhagen, Oostende und Rotterdam) und erreichte damit 34 Wertungspunkte (vor Italien mit 30 Punkten und der BR Deutschland mit 28 Punkten).
Während sich in den ersten vier Jahren Großbritannien und die Vereinigten Staaten als Sieger abwechselten, dominierten in den folgenden Jahren Großbritannien (sieben Siege zwischen 1969 und 1979) und die Bundesrepublik Deutschland den President’s Cup.
Sieger des President’s Cup
| Jahr | siegreiche Mannschaft |
| ---- | --------------------- |
| 1965 | Großbritannien        |
| 1966 | Vereinigte Staaten    |
| 1967 | Großbritannien        |
| 1968 | Vereinigte Staaten    |
| 1969 | BR Deutschland        |
| 1970 | Großbritannien        |
| 1971 | BR Deutschland        |
| 1972 | Großbritannien        |
| 1973 | Großbritannien        |
| 1974 | Großbritannien        |
| 1975 | BR Deutschland        |
| 1976 | BR Deutschland        |
| 1977 | Großbritannien        |
| 1978 | Großbritannien        |
| 1979 | Großbritannien        |
| 1980 | Frankreich            |
| 1981 | BR Deutschland        |
| 1982 | BR Deutschland        |
| 1983 | Großbritannien        |
| 1984 | BR Deutschland        |

### Die Prince Phillip Trophy und die Gucci Trophy: 1985 bis 1989
Im Jahr 1985 wurde der President’s Cup und die Queen’s trophy durch eine neue, jährlich stattfindende Meisterschaft ersetzt. Diese sich an einem Punktsystem orientierende Wertung wurde in den Jahren 1985 und 1986 als „Prince Phillip Trophy“ bezeichnet. Von 1987 an hatte die Nations-Cup-Serie für die Dauer von drei Jahren ihren ersten Titelsponsor: Gucci. Im Jahr 1987 wurden 17 Nationenpreise im Rahmen der „Gucci Trophy“ ausgetragen, Frankreich gewann in diesem und dem folgenden Jahr den Titel.
Sieger der Prince Phillip Trophy / Gucci Trophy bis 1988
| Jahr | siegreiche Mannschaft |
| ---- | --------------------- |
| 1985 | Großbritannien        |
| 1986 | Großbritannien        |
| 1987 | Frankreich            |
| 1988 | Frankreich            |

### Der HCS Nations Cup und die Nations Trophy: 1990 bis 1996
Im Jahr 1990 übernahm das niederländische Technologieunternehmen HCS die Rolle als Titelsponsor des Nations Cups. Die Sponsorschaft endete jedoch nach etwas mehr als einem Jahr infolge der damaligen Wirtschaftskrise. Außerdem kam es in dieser Zeit zum ersten Nations-Cup-Finale. Dieses fand im September 1991 auf dem Gestüt Zangersheide bei Lanaken statt und wurde von der Mannschaft der Vereinigten Staaten von Amerika gewonnen.
Nach dem Ausstieg von HCS als Titelsponsor wurde auch das Nations-Cup-Finale wieder abgeschafft. Von 1992 bis 1996 entschied wieder ein Punktesystem über den Seriensieg, in dieser Zeit wurde die Serie als „Nations Trophy“ bezeichnet.

### Der Samsung Nations Cup: 1997 bis 2003
Der koreanische Konzern Samsung begann im Herbst 1995, sich für eine Sponsorschaft im internationalen Reitsport zu interessieren. Nach langwierigen Verhandlungen konnte Samsung überzeugt werden, Titelsponsor des Nations Cups zu werden. Hierfür wurde ein Budget von 3 Mio. Schweizer Franken vereinbart. Der erste Samsung Nations Cup startete am 11. Mai 1997 im französischen La Baule. Der erste Samsung Nations Cup bestand aus 17 Nationenpreisen, am Ende der Saison stand wieder ein Nations-Cup-Finale, diesmal beim kanadischen Nationenpreisturnier in Spruce Meadows (Calgary). Dieses Finale war Teil der regulären Nations-Cup-Serie einschließlich Punktevergabe, lediglich die Höhe der Punktevergabe unterschied sich (doppelte Punkte). Nach dem Finale stand fest: die Vereinigten Staaten von Amerika hatten den Samsung Nations Cup 1997 mit 39,5 Wertungspunkten gewonnen, zweite wurden die Niederlande mit 34 Punkten. In diesem Jahr wurde auch zum ersten Mal der Preis für den erfolgreichsten Reiter der Nations-Cup-Saison ausgegeben. Hierbei werden alle fehlerfreien Umläufe eines Reiters bei den Nationenpreisen addiert (bei einem Nationenpreis einmal fehlerfrei: 1 Punkt; bei einem Nationenpreis zweimal fehlerfrei: 3 Punkte). Siegerin in dieser Wertung wurde die US-Amerikanerin Alison Firestone.
Die zweite Saison des Samsung Nations Cups bestand bereits aus 30 Nationenpreisen, das Finale (nach demselben Reglement wie im Vorjahr) fand am 20. September 1998 in Donaueschingen statt. Der Sieg im Nations Cups ging in diesem Jahr an Frankreich.
Trotz spannender Finals in den Jahren 1997 und 1998 wurde für die nachfolgende Saison das Reglement geändert. Es gab wieder (wie im Jahr 1991) ein separates Nations-Cup-Finale, das im Jahr 1999 in Gijón stattfand. Die niederländische Mannschaft gewann zwar die reguläre Saison, der Finalsieg und damit der Titel des Nations-Cup-Siegers 1999 ging an Frankreich. Dieses System wurde in den folgenden drei Jahren (2000 bis 2002) beibehalten, Irland gewann einmal und Deutschland zweimal die reguläre Serie. Der Finalsieg ging 2000 an Deutschland, 2001 an die Niederlande, 2002 an Italien und 2003 an Italien.

### Die Samsung Super League with FEI: 2003 bis 2008
Im Jahr 2003 wurde die Struktur der Nationenpreisserie vollständig umstrukturiert. Für die acht besten Nationenmannschaften der Welt wurde die „Samsung Super League“ geschaffen. Diese traten in acht Nationenpreisen in Europa – La Baule, Rom, St. Gallen bzw. Luzern, Rotterdam, Aachen, Hickstead, Dublin und Barcelona – an. Der CSIO Barcelona wurde hierbei stets als Super-League-Finale ausgetragen, das (wie bereits die Finals 1997 und 1998) Teil der regulären Turnierserie einschließlich Punktevergabe war, der einzige Unterschied war die Vergabe doppelter Punkte beim Finale.
Aus den restlichen Nationenpreisen (in Europa, Nord- und Südamerika) wurde eine Art zweite Liga der Nationenpreise geschaffen, die von 2003 bis 2008 als Nations Cup bezeichnet wurde. Innerhalb dieser Serie konnten bei den einzelnen Nationenpreisen Wertungspunkte gesammelt werden, die Nation mit den meisten Punkten war am Ende der Saison Nations-Cup-Sieger und damit berechtigt, ab dem folgenden Jahr an der Samsung Super League teilzunehmen. Im Gegenzug dazu stieg jeweils die Mannschaft mit den wenigsten Punkten in einer Super-League-Saison in den Nations Cup ab.

#### Sieger in der Samsung Super League
| Jahr | siegende Nationenmannschaft | weiteres                                                    |
| ---- | --------------------------- | ----------------------------------------------------------- |
| 2003 | Frankreich                  | Deutschland: 2. Platz Schweden abgestiegen                  |
| 2004 | Frankreich                  | Deutschland: 2. Platz Italien abgestiegen                   |
| 2005 | Vereinigte Staaten          | Deutschland: 2. Platz Schweiz: 4. Platz Belgien abgestiegen |
| 2006 | Deutschland                 | Schweiz: 5. Platz Irland abgestiegen                        |
| 2007 | Deutschland                 | Schweiz: 3. Platz Frankreich abgestiegen                    |
| 2008 | Deutschland                 | Schweiz: 7. Platz Schweden abgestiegen                      |

Nations-Cup-Sieger (Aufsteiger in die Samsung Super League)
- 2003: Vereinigte Staaten von Amerika
- 2004: Schweiz
- 2005: Schweden
- 2006: Belgien
- 2007: Irland[10]
- 2008: Frankreich[11]

### Meydan FEI Nations Cup / FEI Nations Cup: 2009 bis 2012
Nachdem sich Samsung aus der Förderung der Nationenpreiswettbewerbe im Springreiten zurückgezogen hatte, begann die FEI mit der Suche nach einem neuen Sponsor. Gleichzeitig wurde damit begonnen, das Reglement der bisherigen Samsung Super League zu überarbeiten. Am 1. Februar 2009, rund einhundert Jahre nach Austragung des ersten Nationenpreises, wurde ein neuer Sponsor präsentiert: die Meydan Group, Erbauer der Meydan City einschließlich der neuen Galopprennbahn Dubais. Die neugeschaffene Nationenpreisserie, die sich an der bisherigen Samsung Super League orientiert, wird als „Meydan FEI Nations Cup“ bezeichnet. Anstelle von bisher acht dürfen nun zehn Nationenmannschaften an dieser Serie teilnehmen. Auch der Kalender der Serie bleibt weitgehend unverändert, lediglich das bisherige Finale in Barcelona wurde gestrichen, dafür kam als normale Serienstation das schwedische Falsterbo hinzu.
Anstelle des bisherigen Nations Cup als Untergliederung der Super League wurden nun die „Promotional League Europa“ und die „Promotional League Nord- und Südamerika“ geschaffen. Zusätzlich wurde im Jahr 2010 eine „Promotional League Naher Osten“ durchgeführt. Im Jahr 2011 wurde die Struktur erneut geändert, die bisherige „Promotional League Europa“ wird eine westeuropäische „Europaliga“ und eine osteuropäische „Herausfordererliga“ („Challengers League“) getrennt. Die „Promotional League Nord- und Südamerika“ wird in „Nord- und Südamerikaliga“ umbenannt.
Am Ende der jeweiligen Saison findet das Promotional-League-Finale beim CSIO Barcelona statt. Hiernach entscheidet sich, welche beiden Nationen in den Meydan FEI Nations Cup aufsteigen. Umgekehrt steigen jährlich zwei Nationen in die jeweilige Promotional League ab.
Der ursprüngliche Modus des „Meydan FEI Nations Cup“ wurde jedoch nur ein Jahr beibehalten. Nachdem Belgien und Großbritannien am Ende der Saison 2009 punktgleich auf dem Vorletzten Platz lagen, wurde beschlossen, die Anzahl der teilnehmenden Nationen bis 2011 wieder auf acht abzusenken. Gegen ihren Abstieg legte Großbritannien Widerspruch ein, dieser wurde jedoch vom FEI-Tribunal abgelehnt. In Folge zog der Britische Reitsportverband vor den Internationalen Sportgerichtshof (CAS). Dieser entschied, dass Großbritannien im Meydan FEI Nations Cup verbleiben darf. Somit nahmen 2010 abermals zehn Mannschaften an der Nationenpreisserie teil.
Im April 2011 wurde bekannt, dass Meydan ab der Saison 2011 nicht mehr Sponsor der Serie ist.

#### Sieger im Meydan FEI Nations Cup
Vor Beginn der Saison 2009 wurde die Anzahl der teilnehmenden Nationen auf zehn erhöht. Somit konnten nach dem Abstieg Schwedens drei Nationenstartplätze neu vergeben werden. Dies geschah anhand der Platzierungen der drei jeweils erstplatzierten Springreiter einer jeden Nation in der Weltrangliste. Die aufsteigenden Nationen waren demnach Schweden, Frankreich und Kanada. Da der nationale Reiterverband Kanadas jedoch verzichtete, rückte Italien in die Nations-Cup-Saison 2009 nach.
| Jahr | siegende Nationenmannschaft | weiteres |
| ---- | --------------------------- | --- |
| 2009 | Frankreich                  | Deutschland: 3. Platz Schweiz: 4. Platz Italien und Belgien abgestiegen Großbritannien verbleibt nach CAS-Beschluss im Meydan FEI Nations Cup |
| 2010 | Frankreich                  | Deutschland: 5. Platz Spanien, Schweden, die Schweiz und Polen abgestiegen                                                                    |
| 2011 | Deutschland                 | Dänemark und die Vereinigten Staaten abgestiegen                                                                                              |
| 2012 | Deutschland                 | Schweden und Belgien abgestiegen |

Sieger der Promotional League Europa
| Jahr | siegende Nationenmannschaft (seit 2010: Aufsteiger) |
| ---- | --------------------------------------------------- |
| 2009 | Norwegen                                            |
| 2010 | Belgien                                             |
| 2011 | Schweiz                                             |
| 2012 | Ukraine                                             |

Sieger des Promotional-League-Finals
| Jahr | siegende Nationenmannschaft (Aufsteiger) | zweitplatzierte Mannschaft (2009: zweiter Aufsteiger) | weiteres                                                                          |
| ---- | ---------------------------------------- | ----------------------------------------------------- | --------------------------------------------------------------------------------- |
| 2009 | Spanien                                  | Kanada                                                | Kanada tritt auch 2010 nicht im Meydan FEI Nations Cup an, dafür rückt Polen nach |
| 2010 | Dänemark                                 | Spanien°                                              |                                                                                   |
| 2011 | Schweden                                 | Spanien°                                              |                                                                                   |
| 2012 | Spanien                                  | Schweden                                              |                                                                                   |

° Gastgebende Nation ohne Möglichkeit des Aufstiegs in den Nations Cup.

### Furusiyya FEI Nations Cup: 2013 bis 2017

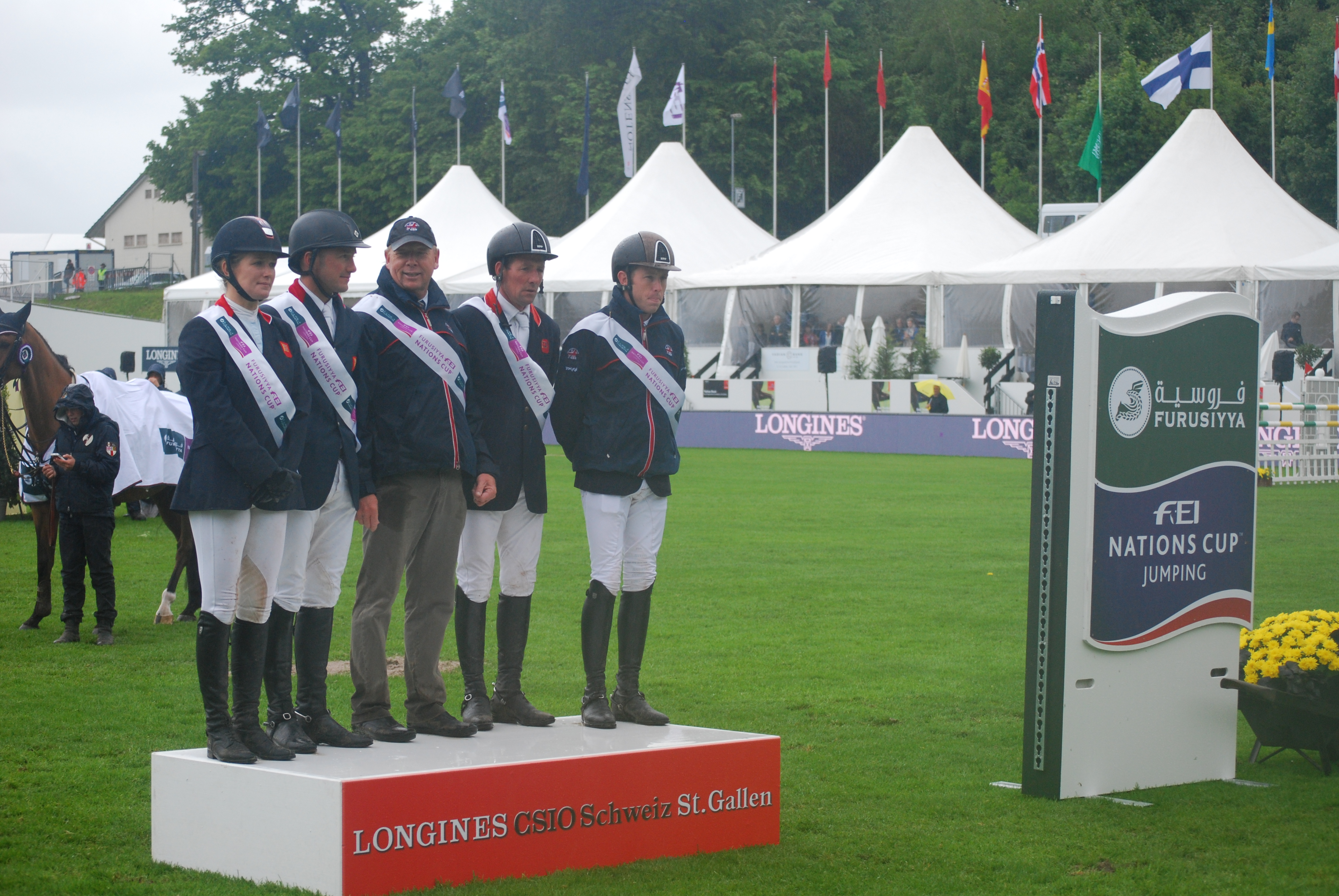
Die Equipe von Großbritannien, siegreich im Nationenpreis von St. Gallen 2013

Nach einem Jahr ohne Sponsor wurde ab der Saison 2012 der vom saudischen König Abdullah ibn Abd al-Aziz gegründete Saudi Equestrian Fund neuer Seriensponsor.
Ab der Saison 2013 schlug sich dies auch im Namen und im Reglement nieder; die Serie trug nun den Namen Furusiyya FEI Nations Cup, wobei das Wort Furusiyya aus dem Arabischen entnommen ist und für (ritterliche) Reitkunst steht. Ziel war eine Globalisierung und bessere finanzielle Ausstattung der Turnierserie.
Bei der FEI-Generalversammlung Ende 2012 wurde das neue Reglement bekanntgegeben. Hierbei wurde ein Kompromiss aus der ursprünglichen Planungen und den Interessen der europäischen Verbände und Veranstalter gefunden. Angedacht waren sieben Ligen: Europa I, Europa II, Nord- und Zentralamerika, Südamerika, Naher Osten, Asien/Australasien und Afrika.
Am Ende der Saison gab es ein Finale. In diesem Finale gingen jeweils 18 Mannschaften am den Start. Seit dem Jahr 2014 ist der deutsche Nationenpreis (üblicherweise im Rahmen des CHIO Aachen, 2015 im Rahmen des CSIO Mannheim) nicht mehr Teil der Nationenpreisserie.
Das saudi-arabische Sponsoring endete 2016, 2017 fand die Turnierserie ohne Hauptsponsor statt.
Sieger des Nations-Cup-Finals
| Jahr | siegreiche Mannschaft |
| ---- | --------------------- |
| 2013 | Frankreich            |
| 2014 | Niederlande           |
| 2015 | Belgien               |
| 2016 | Deutschland           |
| 2017 | Niederlande           |

### Longines FEI Jumping Nations Cup: ab 2018
Seit dem Nationenpreisfinale 2017 ist Longines Namenssponsor der Nationenpreisserie.
Neben einem geänderten Serienmodus brachte die Saison 2018 auch einen Umbruch bei den Austragungsorten: Während sich diese in der zweiten europäischen Division auch in den Jahren zuvor regelmäßig geändert hatten, war die erste europäische Division von 2014 bis 2017 unverändert geblieben. Nachdem sich bereits im Laufe des Jahres 2017 angedeutet hatte, dass Lummen als belgisches Nationenpreisturnier nicht mehr stattfinden würde, war auch der CSIO Rom 2018 nicht mehr Teil der Nationenpreisserie. Dort entschied man sich, das Turnier als eigenständige Veranstaltung außerhalb des FEI Nations Cups fortzuführen, ähnlich wie der CHIO Aachen führt man aber weiterhin Nationenpreise durch.
Neuer Auftakt der Europa-Division 1 war Šamorín, für Rom rückte das bisher in der zweiten europäischen Division verortete polnische Nationenpreisturnier in Sopot nach. Von der Europa-Division 2 verblieb aufgrund der deutlichen Reglementänderung nur Budapest Teil des FEI Nations Cup. Dieses Turnier wurde ebenso wie der CSIO von Šamorín und die nordamerikanischen Nationenpreisturniere zu einem CSIO 5* aufgewertet, so dass dann alle Turniere des Longines FEI Jumping Nations Cups der höchsten Turnierkategorie im Springreiten angehören.
Neu ist zudem der Austragungszeitpunkt der Nationenpreise: Mit Ausnahme des CSIO Dublin wurde der traditionsreiche Termin an den Freitagnachmittagen aufgegeben. Die Nationenpreise wurden stattdessen zur Steigerung der Zuschauerreichweite am Sonntagnachmittag durchgeführt werden. Die bisher zu diesem Zeitpunkt ausgerichteten Großen Preise wurden im Gegenzug auf den Freitag verlegt.
Šamorín verzichtete nach 2018 auf die Durchführung von großen Nations-Cup-Turnieren, stattdessen finden dort Etappen des seit 2018 ausgerichteten FEI Jumping Nations Cup Youth für Ponyreiter, Junioren und Junge Reiter statt. Damit schrumpfte die Europa-Division 1 auf sieben Etappen. Aufgrund dieser Entwicklungen sah sich der International Jumping Riders Club (die Interessenvertretung der Top 100-Springreiter der Welt) im Jahr 2019 veranlasst, sich für den langfristigen Erhalt der Nationenpreisserie einzusetzen und Verbesserungsvorschläge für die Serie an die FEI zu richten.
Bedingt durch die COVID-19-Pandemie fiel im Jahr 2020 die Nationenpreisserie ebenso wie alle großen klassischen Nationenpreisturniere aus. Insgesamt fand im Jahr 2020 auch außerhalb der Serie überhaupt nur sieben Nationenpreise statt. Sinkende Fallzahlen in Europa ermöglichten im Frühjahr und Sommer 2021 die Durchführung einer verkürzten Europa-Division 1, während die außereuropäischen Divisionen ganz entfielen.
Sieger des Nations-Cup-Finals
| Jahr | siegreiche Mannschaft |
| ---- | --------------------- |
| 2018 | Belgien               |
| 2019 | Irland                |
| 2021 | Niederlande           |
| 2022 | Belgien               |
| 2023 | Deutschland           |

## Serienmodus

### Serienmodus von 2003 bis 2008

#### Samsung Super League
In der Samsung Super League traten acht Nationenmannschaften (jeweils dieselben Nationen innerhalb einer Saison, Reiter und Pferde können jedoch wechseln) bei acht Nationenpreisen gegeneinander an. Diese Nationenpreise wurden als Springprüfungen mit zwei Umläufen und Stechen ausgetragen. Hierbei bildeten sowohl im ersten als auch im zweiten Umlauf jeweils vier (im ersten und zweiten Umlauf identische) Pferd-Reiter-Paare eine Nationenmannschaft. Sowohl im ersten als auch im zweiten Umlauf konnte das Ergebnis eines Reiters gestrichen werden und ging damit nicht in die Wertung ein. Am Ende der Prüfung werden die Mannschaften anhand der von ihnen kassierten Strafpunkte (unabhängig von der Zeit) platziert. Im Falle des Gleichstandes auf dem ersten Platz nahm von den erstplatzierten Nationenmannschaften jeweils noch ein (vom Teamchef bestimmter) Teilnehmer an einem Stechen teil.
Soweit der Nationenpreis in einem Land stattfand, das in dieser Saison nicht in der Super League vertreten war, durfte bei diesem Nationenpreis auch die heimische Nationenmannschaft antreten. Diese wurden im Wertungssystem jedoch außer Acht gelassen. Die Wertungspunkte wurden nach folgendem System vergeben:
- 1. Platz: 10 Wertungspunkte
- 2. Platz: 7 Wertungspunkte
- 3. Platz: 5 Wertungspunkte
- 4. Platz: 4 Wertungspunkte
- 5. Platz: 3 Wertungspunkte
- 6. Platz: 2 Wertungspunkte
- 7. Platz: 1 Wertungspunkt
- 8. Platz: 0,5 Wertungspunkte

Beim Finale in Barcelona wurde die doppelte Punktanzahl vergeben. Soweit bei einem Nationenpreis ein Platz aufgrund des Gleichstandes von zwei Mannschaften doppelt belegt war (außer erster Platz), wurde die Anzahl der Wertungspunkte von diesem und dem nachfolgenden Platz addiert. Dieser Wert wurde dann durch zwei (Anzahl der gleich platzierten Nationenmannschaften) geteilt. Die damit errechnete Anzahl an Wertungspunkten wurde jeweils an beide Mannschaften vergeben.

#### Nations Cup
An den Nationenpreisen des Nations Cups konnten alle Nationen teilnehmen. Die Ergebnisse der Mannschaften, die (in diesem Jahr) berechtigt waren, an der Samsung Super League teilzunehmen, wurden jedoch in der Gesamtabrechnung herausgenommen. Auch diese Prüfungen wurden als Springprüfungen mit zwei Umläufen und Stechen ausgetragen. Jedoch gab es, insbesondere im Bezug auf den zweiten Umlauf, zwei unterschiedliche Reglements:
- bei CSIO 5*-Turnieren: Im ersten Umlauf starteten alle Nationenmannschaften mit jeweils vier Pferd-Reiter-Paaren. Den zweiten Umlauf erreichten die besten sechs Nationenmannschaften nach dem ersten Umlauf. Die Strafpunkte wurden in den zweiten Umlauf mitgenommen, in dem (dieselben) vier Reiter je Nation starten durften. Sowohl im ersten als auch im zweiten Umlauf konnte das Ergebnis eines Reiters gestrichen werden.
- bei CSIO 2*- bis CSIO 4*-Turnieren: Im ersten Umlauf starteten auch hier alle Nationenmannschaften mit jeweils vier Pferd-Reiter-Paaren. Den zweiten Umlauf erreichten die besten acht Nationenmannschaften nach dem ersten Umlauf. Die Strafpunkte wurden in den zweiten Umlauf mitgenommen, in dem noch drei der vier Reiter einer jeden teilnehmenden Nation starten durften. Daher konnte nur im ersten Umlauf ein Ergebnis eines Reiters gestrichen werden.

Bei beiden Reglements wurden am Ende der Prüfung die Mannschaften anhand der von ihnen kassierten Strafpunkte (unabhängig von der Zeit) platziert. Im Falle des Gleichstandes auf dem ersten Platz nahm von den erstplatzierten Nationenmannschaften jeweils noch ein (vom Teamchef) bestimmter Teilnehmer an einem Stechen teil. Die Punktevergabe hing im Nations Cup von der Anzahl der teilnehmenden Nationen und dem Schwierigkeitsgrad des CSIOs ab.

### Serienmodus von 2009 bis 2012

#### Meydan FEI Nations Cup
Im Meydan FEI Nations Cup traten in den ersten Jahren zehn Nationenmannschaften (jeweils dieselben Nationen innerhalb einer Saison, Reiter und Pferde können jedoch wechseln) bei acht Nationenpreisen gegeneinander an. Diese Nationenpreise wurden als Springprüfungen mit zwei Umläufen und Stechen ausgetragen. Hierbei bildeten sowohl im ersten als auch im zweiten Umlauf jeweils vier (im ersten und zweiten Umlauf identische) Pferd-Reiter-Paare eine Nationenmannschaft. Den zweiten Umlauf erreichten die besten acht Nationenmannschaften nach dem ersten Umlauf. Im Jahr 2011 wurde die Anzahl der Mannschaften auf acht in beiden Umläufen reduziert.
Sowohl im ersten als auch im zweiten Umlauf konnte das Ergebnis eines Reiters gestrichen werden und ging damit nicht in die Wertung ein. Am Ende der Prüfung wurden die Mannschaften anhand der von ihnen kassierten Strafpunkte (unabhängig von der Zeit) platziert. Im Falle des Gleichstandes auf dem ersten Platz durfte noch ein (vom Teamchef bestimmter) Teilnehmer pro erstplatzierter Mannschaften an einem Stechen teilnehmen.
Soweit der Nationenpreis in einem Land stattfand, das in dieser Saison nicht im Nations Cup vertreten ist, durfte bei diesem auch die heimische Nationenmannschaft antreten. Diese wurde im Wertungssystem jedoch außer Acht gelassen. Sie durfte am zweiten Umlauf teilnehmen, soweit ihr Ergebnis des ersten Umlaufs nicht schlechter war als das der achtplatzierten regulär teilnehmenden Mannschaft. Die Wertungspunkte wurden nach folgendem System vergeben:
- 1. Platz: 10 Wertungspunkte
- 2. Platz: 7 Wertungspunkte
- 3. Platz: 6 Wertungspunkte
- 4. Platz: 5 Wertungspunkte
- 5. Platz: 4 Wertungspunkte
- 6. Platz: 3 Wertungspunkte
- 7. Platz: 2 Wertungspunkte
- 8. Platz: 1 Wertungspunkt
- 9. und 10. Platz: keine Wertungspunkte[28]

#### Promotional Leagues
Das Reglement für die „Promotional Leagues“ war mit dem des Nations Cups von 2003 bis 2008 identisch. Jedoch wurden die Turniere je nach Kontinent in verschiedene Promotional-League-Serien unterteilt.
Die Promotional Leagues-Serien waren:
- Europaliga – ab 2009, ab 2011 nur Mittel- und Westeuropa
- Nord- und Südamerikaliga – ab 2009.
- Herausfordererliga (Challengers League) – ab 2011, zuvor Teil der europäischen Liga
- Nahost-Liga – nur 2010 ausgetragen

Am Ende der Saison wurde ein Promotional-League-Finale veranstaltet, welches jeweils in Barcelona stattfand. An diesem durften die sechs besten Mannschaften der Europaliga sowie die beste Mannschaft einer jeden anderen Promotional League teilnehmen. Soweit eines der Teams nicht teilnahm, rückte das jeweils in der betreffenden Promotional League nächstplatzierte Team nach. Die zwei bestplatzierten Nationenmannschaften dieses Finales stiegen in den Meydan FEI Nations Cup der nächsten Saison auf.

### Serienmodus 2013 bis 2017

#### Allgemein
Mit dem Furusiyya FEI Nations Cup wurde auch das Reglement deutlich abgeändert. Es waren sieben Ligen vorgesehen: Europa I, Europa II, Nord- und Zentralamerika, Südamerika, Naher Osten, Asien/Australasien und Afrika. Da jedoch nicht überall auf der Welt Nationenpreisturniere auf dem vorgesehenen Niveau durchgeführt werden, wurden nur vier Ligen durchgeführt (Europa I, Europa II, Nord- und Zentralamerika, Naher Osten).
Jeder nationale Verband musste zu Beginn der Saison die Nationenpreise auswählen, bei denen die eigene Mannschaft Wertungspunkte für die Finalteilnahme sammeln konnte. Dies waren in Europa jeweils die Hälfte der Turniere der jeweiligen Liga. Weitere Starts in anderen Nationenpreisen auch außerhalb der eigenen Liga waren möglich, bei diesen konnten jedoch keine Wertungspunkte gesammelt werden.
Bei jedem Nationenpreis der Serie wurden Wertungspunkte vergeben. Die Punktevergabe wurde zunächst wie folgt vorgenommen:
| Platz  | 1   | 2  | 3  | 4  | 5  | 6  | 7  | 8  | 9  | 10 | weitere      |
| Punkte | 100 | 90 | 82 | 75 | 70 | 66 | 65 | 64 | 60 | 59 | keine Punkte |

Ab 2014 erfolgte die Vergabe der Wertungspunkte nach einem geänderten System:
| Platz  | 1   | 2  | 3  | 4  | 5  | 6  | 7  | 8  | 9  | 10 | weitere      |
| Punkte | 100 | 90 | 80 | 70 | 60 | 55 | 50 | 45 | 40 | 35 | keine Punkte |

#### Saisonfinale
Für das Finale des Furusiyya FEI Nations Cup qualifizierten sich 18 Mannschaften: aus Europa 1 sechs, aus Europa 2 drei, aus Nord- und Zentralamerika zwei, Südamerika zwei, Mittlerer Osten zwei, Asien/Australasien zwei und aus Afrika eine Equipe. Soweit das Gastgeberland des Finales sich nicht qualifizierte, dürfte dieses als 19. Mannschaft an den Start gehen.

#### Europa-Liga 1
Einen Sonderfall stellte Europa dar: zwar gelten die vorgenannten Regeln, daneben gab es jedoch Sonderregelungen. In den Jahren 2013 und 2017 umfasst die Europa-Liga 1 acht Mannschaften, von 2014 bis 2016 zehn Mannschaften. Als Wertungsprüfungen wurden die Stationen des bisherigen FEI Nations Cups (La Baule, Rom, St. Gallen, Rotterdam, Aachen, Falsterbo, Hickstead, Dublin) ausgewählt. 2014 ersetzte Lummen die Station in Aachen, da der dortige CHIO nicht mehr Teil des Nations Cups ist.
Die besten sechs Mannschaften aus dem FEI Nations Cup 2012 und die zwei Aufsteiger aus den FEI Nations Cup Promotional Leagues 2012 bildeten die Europa-Liga 1 im Jahr 2013. Ab 2014 wurden die Mannschaften der Europa-Liga 1 jährlich neu bestimmt.
Teilnehmer der Europa-Liga 1 waren 2014 und 2015:
1. Europäische Mannschaften, die im Nations-Cup-Finale des Vorjahrs auf die Plätze eins bis drei kamen (soweit diese nicht verzichten),
2. die zwei führenden Mannschaften der abschließenden Gesamtwertung der Europa-Liga 2 des Vorjahrs (soweit diese nicht verzichten),
3. die fünf bestplatzierte Mannschaften der abschließenden Gesamtwertung der Europa-Liga 1 des Vorjahrs, die nicht bereits durch Nummer 1 qualifiziert sind,
4. bei Verzichten: weitere Mannschaften aus der letztjährigen Europa-Liga 1[30]

In der Saison 2016 stiegen drei Equipen aus der Europa-Liga 1, während nur eine Mannschaft aus der Europa-Liga 2 zur Saison 2017 aufstieg (beste Mannschaft der Europa-Liga 2 im Nations-Cup-Finale 2016). Damit umfasste die Europa-Liga 1 ab 2017 wieder nur acht Mannschaften.
Die Europa-Liga 2 wurde aus den übrigen europäischen Nationenpreisen gebildet, in der die restlichen europäischen Mannschaften starten.

### Serienmodus ab 2018

#### Allgemein
Der Longines FEI Jumping Nations Cup behielt des Grundkonstrukt von sechs Regionen (Europa, Nord- und Zentralamerika, Südamerika, Naher Osten, Asien/Australasien und Afrika) und einem Nations-Cup-Finale bei, im Detail kam es jedoch zu einer Vielzahl von Änderungen.
Wertungspunkte werden bei jedem Nationenpreis der Serie werden vergeben. Die Punktevergabe wird wie folgt vorgenommen:
| Platz  | 1   | 2  | 3  | 4  | 5  | 6  | 7  | 8  | 9  | 10 |
| Punkte | 100 | 90 | 80 | 70 | 60 | 55 | 50 | 45 | 40 | 35 |

#### Europa-Division 1
In der Europa-Division 1 treten die besten zehn europäischen Nationen mit ihren Mannschaften an. Qualifiziert für die Saison 2018 sind die acht Mannschaften, die im Vorjahr dieser Liga angehörten sowie die beiden bestplatzierten Mannschaften der Gesamtwertung der zweiten europäischen Division 2017, soweit diese am Nationenpreisfinale 2017 teilgenommen haben.
Zu Beginn der Saison muss jeder nationale Verband die fünf Nationenpreise auswählen, bei denen die eigene Mannschaft Wertungspunkte für die Finalteilnahme sammeln kann. Weitere Starts in anderen Nationenpreisen auch außerhalb der eigenen Liga sind möglich, bei diesen können jedoch keine Wertungspunkte gesammelt werden.

#### Europa-Division 2 / EEF Series, Naher Osten und Nordamerika
Die Europa-Division 2 bestand 2018 und 2019 lediglich aus einem Qualifikationsturnier für das Nationenpreisfinale. Hierfür wurden die übrigen europäischen Mannschaften in vier Gruppen eingeteilt, aus denen jeweils ein bis drei Mannschaften beim Qualifikationsturnier startberechtigt sind. Die Gruppen funktionierten hierbei wie eigene, kleine Ligen: Die Startberechtigung für das Qualifikationsturnier erzielen die Nationen, indem sie in den Nationenpreisen in ihrer Gruppe Punkte sammeln. Diese Nationenpreise waren nicht Teil des Longines FEI Jumping Nations Cups.
Dieser Modus wertete zwar das eine Qualifikationsturnier der Europa-Division 2 auf, alle anderen „kleinen“ europäischen Nationenpreise wurden jedoch abgewertet. Dies führte etwa dazu, dass die Veranstalter des CSIO Linz keine passenden Rahmenbedingungen mehr sahen und Österreich damit kein Nationenpreisturnier mehr hatte. Als Folge dieser Entwicklungen übernahm der Europäische Pferdesportverband EEF die Durchführung einer Nationenpreisserie auf CSIO 3*-Niveau, der EEF Series. Diese ersetzte die Europa-Division 2 und wurde erstmals 2021 durchgeführt.
Im Nahen Osten wird ein Qualifikationsturnier für diese Region durchgeführt. In Nordamerika werden drei Nationenpreise des FEI Nations Cups ausgetragen, es wird wie bei der Europa-Division 1 eine Gesamtwertung geführt.

#### Saisonfinale
Die Anzahl der Mannschaften, die sich für das Finale des Longines FEI Jumping Nations Cups qualifizieren, beträgt üblicherweise 18: aus Europa 1 sieben, aus Europa 2 zwei, aus Nord- und Zentralamerika zwei, Südamerika zwei, Mittlerer Osten zwei, Asien/Australasien zwei und aus Afrika eine Equipe. Zwei weitere Mannschaften können jedoch ergänzend hinzukommen: Das Gastgeberland des Finales, wenn es sich nicht qualifiziert hat sowie eine dritte Nation aus dem Nahen Osten, soweit aus politischen Gründen nicht alle startberechtigten Mannschaften am dortigen Qualifikationsturnier teilnehmen können.